# Physocleora tiburtia
Physocleora tiburtia là một loài bướm đêm trong họ Geometridae.